# Ковалёва, Ольга Кузьминична
О́льга Кузьми́нична Ковалёва (1 июля 1899, станица Александровская — 25 августа 1942, Сталинград) — одна из первых женщин-трактористов, первая женщина-сталевар, участница Сталинградской битвы. Её имя увековечено на отдельной мемориальной плите на Большой братской могиле мемориального комплекса «Героям Сталинградской битвы».

## Молодость
Ольга Кузьминична Ковалёва родилась в 1899 году в станице Александровская Царицынского уезда Саратовской губернии (ныне Суводская в Дубовском районе Волгоградской области) в многодетной семье крестьянина-бедняка. С детства Ольга батрачила, в 12 лет стала работать прислугой у священника, а позже работала в Дубовке на маслобойне и воспитательницей в детском доме. Вскоре после революции отец Ольги, Кузьма Алексеевич Ковалёв, создал коммуну. В 1921 году Ольга Кузьминична стала первой женщиной станицы, которая вступила в партию. Однажды, выполняя поручение коммуны привезти соль с озера Эльтон, она провалилась под лёд, но смогла спастись и доставить соль в станицу, однако заболела воспалением лёгких.

## В Сталинграде

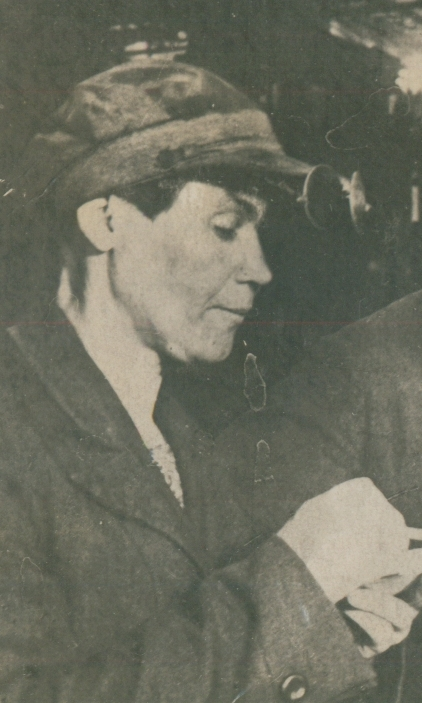
Ольга Кузьминична Ковалёва у мартена (из фондов музея-заповедника «Сталинградская битва»

Осенью 1927 года Ольга Кузьминична уехала в Сталинград. В это время Сталинград переживал период бурного экономического роста — в нём строились и модернизировались промышленные предприятия, которые составили экономическую основу города на многие десятилетия. Ольга Кузьминична стала работать каменщицей на заводе Красный Октябрь, а затем возглавила бригаду каменщиков. Через два года заводская парторганизация послала Ольгу Кузьминичну в Среднюю Ахтубу работать в колхозе. По итогам работы в колхозе она была награждена Почетной грамотой. В 1933 году Ольга Ковалёва была избрана первой партийной конференцией Сталинградского края в члены крайкома партии. В 1934—1937 годах Ольга Кузьминична работала помощником начальника политотдела Кругловской МТС. Весной 1935 года Кругловская МТС в посевной начала использовать трактора.
В 1939 году при поддержке партийной организации завода Ольга Кузьминична стала работать подручной сталевара. В заявлении она просто написала: «Хочу стать сталеваром». В 1940 году стала одной из первых женщин-сталеваров, которая самостоятельно вела плавки в мартеновском цеху (12-я мартеновская печь). Это был невероятный успех, учитывая, что обычно путь из подручных в сталевары занимал многие годы, и тем более, что у Ольги Кузьминичны не было специального образования.

## Война
С момента начала Великой Отечественной войны смены на заводе стали длиться по 12 часов, но Ольга Кузьминична и её коллеги-сталевары претворяли в жизнь главный заводской лозунг того времени: «Даешь металл!». Ольга Ковалёва была среди участников женского съезда проходившего в начале 1942 года, на котором подписала книгу «Женщинам Ковентри от женщин Сталинграда». Книга была вручена 20 января 1943 года мэру города Ковентри Эмили Смит женой советского посла в Великобритании госпожой Майской. К этому дню Ольга Кузьминична Ковалёва уже погибла.
23 августа 1942 года силы 4-го воздушного флота произвели самую разрушительную бомбардировку города в ходе которой погибло более 90 тысяч человек и уничтожила более половины жилого фонда довоенного Сталинграда. Одной из важных целей были завод «Красный Октябрь» и заводской посёлок. В результате бомбардировки были выведены из строя мартены. Одновременно 6-я немецкая армия вышла к Волге в районе рек Мокрая Мечётка и Сухая Мечётка, в непосредственной близости к Сталинградскому тракторному заводу. По тревоге были собраны бойцы заводского отряда рабочего ополчения с целью выдвинуться в район прорыва и совместно с отрядами других заводов и частями РККА отбить нападение противника. В число бойцов отряда вошла и Ольга Кузьминична, несмотря на сопротивление командования отряда вести в бой женщину. Однако, Ольга Кузьминична настояла и стала единственной женщиной в истребительном отряде завода «Красный Октябрь». При этом она сказала: «Когда я бралась сталь варить, мне кое-кто говорил, что не женское это дело, ничего у тебя не выйдет. Но ведь вышло. Сколько лет уже вместе работаем. Вместе работали, значит, вместе и воевать будем». Истребительный батальон возглавил рабочий Г. П. Позднышев.
Ольга Ковалёва погибла во время атаки на хутор Мелиоративный, где закрепились немецкие автоматчики. Комиссар истребительного батальона завода «Красный Октябрь» К. М. Сазыкин в воспоминаниях вспоминал обстоятельства смерти Ольги Кузьминичны Ковалёвой:

В разгар боя что-то случилось с пулеметом: то ли заело ленту, то ли расчет замешкался. Сталевар Ковалёва бросилась к пулеметчикам, и вскоре пулемет заговорил вновь. Жарче и жарче бой. Смерть вырывает товарищей из наших рядов. И тут я увидел Ольгу Ковалёву. Она лежала ничком, раскинув руки, косынка с головы слетела, ветер растрепал волосы, у правой вытянутой руки — винтовка, у левой — выроненная граната, лицо окровавленное… Видно было, что её убили, когда она бежала вперед в атаку. Немцы перебегали в это время дорогу в хутор, в нескольких десятках метров от меня. Я успел только взять винтовку и гранату Ольги, чтобы сохранить вечную память об этой мужественной Женщине, не уступившей своего права защищать родной город.— К. М. Сазыкин
Вот что написал об этом эпизоде обороны Сталинграда 1-й секретарь Сталинградского обкома и горкома ВКП(б) А. С. Чуянов: 

С тех пор как завязались бои на подступах к Тракторному заводу, сталинградцы потеряли много бойцов народного ополчения и истребительных батальонов. Понесли тяжелую утрату сталевары завода «Красный Октябрь»: погибла Ольга Ковалева. Она сражалась с фашистскими танками, не зная страха. Погибла вечером 25 августа на рубеже обороны, через который пытались прорваться фашистские танки. Верные славным традициям героической обороны красного Царицына, рабочие СТЗ преградили путь врагу.— А. С. Чуянов

## Награды
Ольга Кузьминична Ковалёва посмертно награждена орденом Ленина и медалью «За оборону Сталинграда».

## Память

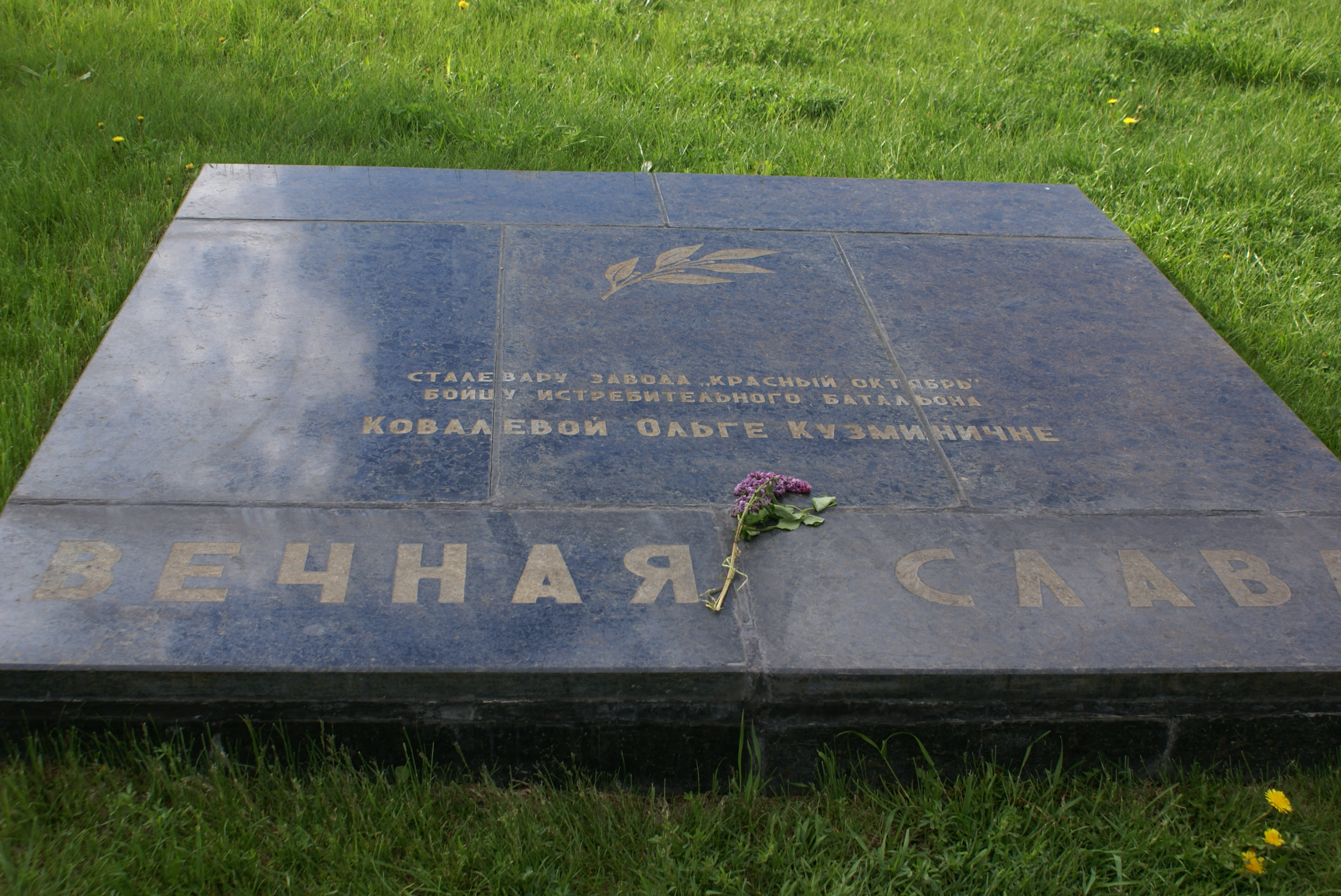
Мемориальная плита на Большой братской могиле мемориального комплекса «Героям Сталинградской битвы»

Имя Ольги Кузьминичны Ковалёвой увековечено на одной из 37 мемориальных плит Большой братской могилы мемориального комплекса «Героям Сталинградской битвы» на Мамаевом кургане.

Могила Ольги Кузьминичны Ковалёвой в сквере у проходной завода «Красный Октябрь»

В Краснооктябрьском районе Волгограда есть улица Ольги Ковалёвой.
В сквере на заводской площади рядом с проходными завода «Красный Октябрь» находится могила Ольги Кузьминичны. Памятник на могиле сооружён в 1968 году по проекту художника завода «Красный Октябрь» Н. Т. Ножкина, архитекторы М. Д. Голубин и А. Н. Баринова. В 1982 году было сделано гранитное обрамление памятника. Памятник из гранита и нержавеющей стали, барельеф Ольги Кузьминичны Ковалёвой выполнен из бронзы. На могиле присутствует следующий текст: «Ольге Ковалёвой, первой женщине-сталевару, бойцу истребительного батальона, героически погибшей в период Сталинградский битвы. 1900—1942».
На одном из цехов завода «Красный Октябрь» была установлена памятная доска. Доску, отлитую металлургами завода, открыли 2 февраля 1968 года, на ней было написано: «Здесь на печи № 12 работала сталеваром Ольга Ковалёва, героически погибшая при защите родного города 25 августа 1942 г.».
Памятник на могиле Ольги Кузьминичны и памятная доска входят в число объектов культурного наследия регионального значения города Волгограда.
В 1962 году Волгоградский государственный музей обороны выпустил брошюру «Ольга Ковалева [Сталевар завода „Красный Октябрь“, погибшая в боях за Сталинград]», а в 1975 году в Волгограде вышла документальная повесть А. В. Пичугина «Ольга Ковалёва».